# Murad Musaev
Murad Olegovič Musaev (in russo Мурад Олегович Мусаев?; Krasnodar, 10 novembre 1983) è un allenatore di calcio russo, tecnico del Krasnodar.

## Palmarès

### Allenatore
- Campionato russo: 1

Krasnodar: 2024-2025